# Elke Sommer
Elke Sommer, född Elke Schletz den 5 november 1940 i Berlin, är en tysk skådespelare.
Sommers far var luthersk präst och dog när hon var 14 år. Hon bedrev universitetsstudier i Tyskland och hade tänkt utbilda sig till språkforskare och diplomatisk tolk (hon talar sju språk flytande). I stället började hon som fotomodell och gjorde filmdebut 1959 i Dödsskeppet.
Blond och ansedd som en sexsymbol var Elke Sommer populär i en lång rad amerikanska och internationella filmer.

## Filmografi i urval
- 1959 – Dödsskeppet
- 1962 – Nachts ging das Telefon
- 1963 – Segrarna
- 1963 – Jagad av agenter
- 1964 – Skott i mörkret
- 1964 – Västerns gamar
- 1965 – Två sammansvurna män
- 1966 – Vår man i Venedig
- 1966 – Vägen till Oscar
- 1967 – Mr Drummond och djävulens agenter
- 1968 – Ett järn i elden
- 1971 – Zeppelin - luftens slagskepp
- 1972 – Baron Blood
- 1973 – Lisa och djävulen
- 1974 – Tio små negerpojkar
- 1975 – Nu tar vi romarna
- 1976 – Jakten på utpressarna
- 1979 – Fången på Zenda
- 1985 – Jenny's War (TV-film)
- 1986 – Anastasia (TV-film)